# Кимион
 Тази статия е за вида растения.  За рода вижте Кимион (род).  
Кимионът (Cuminum cyminum) е растение от семейство сенникови, използвано като подправка, култивирана първоначално в Средиземноморието. Най-много се отглежда в Мароко, Египет, Индия, Сирия, Северна Америка и Чили. Кимионът е едногодишно тревисто растение. Има нежно стъбло, което се разклонява и достига височина от около 30 cm. Листата са сложноперести. Цветовете са малки, бели или розови и образуват сенници. Плодовете-семки се използват като подправка. Имат характерен горчив вкус и силен, топъл аромат, дължащ се на високото съдържание на етерични масла. Кимионът е с по-остър вкус, по-светъл на цвят и по-едър от кима (Carum carvi) – друга подправка от същото семейство, която може да се сбърка с него. Кимионът няма родство с черния кимион – друго име на посевната челебитка (Nigella sativa).
Кимионът често се свързва с индийската, близкоизточната и мексиканската кухня. Той е една от съставките на кърито. В билколечението той е стимулант, газогонно и противомикробно средство.

## Разпространение
Кимионът се среща в диво състояние в Североизточна България – в предпланинските и полупланински райони на Върбишкия проход и Шуменско, също така и в Родопите. Дивият кимион е с по-едри сенници, листа и семена. Вкусът и мирисът му са по-специфични от култивирания, поради по-високото съдържание на цитронови етерични масла.[източник? (Поискан преди 62 дни)] Расте на сенчести места, но може да се срещне и на полусянка. Дивият кимион е многогодишно растение с доста по-различни листа, които също могат да се използват като подправка на супи и салати. С успех се отглежда и като дворно растение. Естествените му находища са силно намалели поради безогледното бране и унищожаване на кореновата система. Използва се в традиционната българска кухня като задължителна подправка при сушенето на месо, в суджуци и наденици. Доказано е, че етеричните му масла имат консервиращ ефект.

## Класификация
Кимионът принадлежи към семейството на магданоза и моркова – Сенникови (Apiaceae).